# ATPasi
L'ATPasi è una classe di enzimi che catalizza una specifica reazione grazie all'energia ricavata dall'idrolisi di ATP in ADP e P. L'attività ATPasica è presente in tutti gli organismi viventi ad oggi noti.
Spesso tali enzimi sono proteine integrali di membrana (attraversano il doppio foglietto fosfolipidico della membrana plasmatica in tutto il suo spessore) e spostano un soluto attraverso la membrana stessa. Tali enzimi specifici sono noti come ATPasi transmembrana.
Tra le ATPasi di maggiore interesse biologico figurano la miosina muscolare, le DNA-girasi e le già citate ATPasi transmembrana.

## Funzioni

Il funzionamento di una pompa sodio-potassio ATPasi

Le ATPasi transmembrana sono in grado di favorire l'ingresso nella cellula dei metaboliti necessari e di espellere tossine e rifiuti che possono danneggiare i processi cellulari. Un esempio importante è la pompa sodio-potassio ATPasi, che mantiene l'equilibrio transmembrana di ioni sodio e potassio. Un altro esempio è la idrogeno potassio ATPasi, che pompa protoni nel lume dello stomaco, mantenendone il pH acido.

## Meccanismo
L'accoppiamento tra l'idrolisi dell'ATP e il trasporto di soluti può essere assimilata quasi a una reazione chimica con numero fisso di soluti per ogni ATP idrolizzato. Ad esempio, per la pompa sodio-potassio, ogni 3 ioni Na+ che escono dalla cellula, due K+ entrano e una molecola di ATP è idrolizzata.
Le ATPasi sfruttano al massimo l'energia potenziale contenuta nell'ATP, convertendola di fatto in lavoro meccanico: esse infatti trasportano i soluti in direzione opposta a quella termodinamicamente favorita (cioè dalla parte della membrana dove sono a minore concentrazione verso quella dove è maggiore). Questo processo è definito trasporto attivo. Questo fenomeno è evidente ad esempio nella idrogeno potassio ATPasi, che acidifica il pH già molto acido della parete interna dello stomaco e aumentando la basicità del citoplasma delle cellule luminali.

## ATPasi sodio - potassio
È un vettore proteico di trasporto attivo fondamentale nell'economia energetica della cellula animale. Lo ione sodio (Na+) nello spazio extracellulare è come l'acqua nel bacino dietro una grande diga. Il gradiente di concentrazione, e trattandosi di ioni carichi, gradiente ionico (anche detto elettrochimico) ai due lati delle membrana cellulare può essere utilizzato per il passaggio di altre molecole. Nella cellula la concentrazione di Na+ è molto bassa rispetto alla concentrazione al di fuori della cellula. Caso opposto per il K+ (alta concentrazione dentro la cellula, bassa fuori). 
Inoltre la membrana citosolica è di carica negativa rispetto all'esterno della membrana extra cellulare, per cui si crea un gradiente di potenziale. Ecco che i 2 gradienti (concentrazione e voltaggio) si accoppiano e si ha l'effetto 'diga'.
L'ATP innesca il legame del Na+ al sito di legame della proteina vettore nel lato citosolico e la fosforilazione ovvero la creazione di un legame fosfato ad alta energia (ATP=ADP + P) con il conseguente passaggio di Na+ (la proteina cambia conformazione) fuori dalla cellula. Nel cambiamento di forma a seguito dell'uscita del Na+, la proteina espone il suo sito di legame per agganciare il K+; attraverso defosforilazione, la proteina ricambia forma ed apre il suo sito verso l'interno del citosol così da consentire al K+ di entrare nello spazio cellulare e di nuovo, ciclicamente, al Na+ di legare. Sembra siano disponibili 3 siti di legame per il Na+ e 2 siti per il K+ (entrano 2 ioni potassio per ogni uscita di 3 ioni sodio).

## ATPasi idrogeno - potassio
La idrogeno potassio ATPasi, indicata anche come H+/K+ ATPasi o pompa protonico-potassica, è un tipo specifico di ATPasi che svolge il ruolo di pompa protonica. è il principale responsabile dell'acidità dei contenuti dello stomaco. Le cellule parietali posseggono un ampio sistema di membrane secretorie e la H+/K+ ATPasi è la proteina più abbondante che costituisce questo sistema di membrane.

## ATP sintasi
La ATP sintasi, presente nei mitocondri e nei cloroplasti, è un enzima anabolico che sfrutta un gradiente protonico transmembrana per aggiungere un fosfato inorganico ad una molecola di ADP. In particolare, l'enzima si attiva quando un protone percorre il canale secondo gradiente: ciò induce un movimento rotatorio nell'enzima, energia meccanica sufficiente per generare ATP da ADP e Pi.

### Classificazione
Le ATPasi sono caratterizzate a seconda della funzione (sintesi o idrolisi di ATP), struttura (le F-, V- ed A-ATPasi contengono motori rotanti) e del tipo di ioni che trasportano.
- F-ATPasi (F1FO-ATPasi): localizzate nelle membrane di mitocondri, cloroplasti e batteri, sono le prime produttrici di ATP, sfruttando il gradiente protonico generato durante la catena respiratoria con il pompaggio di ioni H+ fuori dalla matrice (mitocondri) o dalla fotosintesi (cloroplasti).
- V-ATPasi (V1VO-ATPasi): si trovano principalmente nei vacuoli eucarioti, dove catalizzano l'idrolisi dell'ATP per trasportare soluti e ridurre il pH degli organelli.
- A-ATPasi (A1AO-ATPasi): si trovano negli Archaea e funzionano come le F-ATPasi.
- P-ATPasi (E1EO-ATPasi): localizzate nei batteri, nei funghi e nelle membrane citoplasmatiche e degli organelli eucariotici, hanno la funzione di trasportare diversi ioni attraverso le membrane.
- E-ATPasi: si tratta di enzimi presenti sulla superficie cellulare, in grado di idrolizzare numerosi tipi di nucleotidi, incluso l'ATP extracellulare.